# Stevo Todorčević
Stevo Todorčević es un matemático canadiense-francés-serbio, uno de los principales lógicos del mundo y un líder mundial en la teoría de conjuntos y sus aplicaciones a las matemáticas puras. Es catedrático de Investigación de Canadá en Matemáticas de la Universidad de Toronto, y un director sénior de investigación en el Centro Nacional de Investigación Científica (CNRS) en París.

## Primeros años y educación
Nació en Ubovića Brdo, Bosnia y Herzegovina, donde vivió hasta el segundo grado de la escuela primaria. Después, su familia se mudó a Banatsko Novo Selo, donde terminó la escuela primaria. Se matriculó en la escuela secundaria "Uroš Predić" en Pančevo. Demostró su talento y afinidad hacia las matemáticas en los años tercero y cuarto de la escuela primaria. Después de terminar la escuela primaria se matriculó en la Facultad de Ciencias de la Universidad de Belgrado, donde estudió matemáticas puras. Durante sus estudios de pregrado asistió a las clases avanzadas de matemáticas de Đuro Kurepa. En 1978 se matriculó en estudios de posgrado. Kurepa validó la tesis de maestría de Todorčević como suficientemente buena para ser aceptada como una tesis doctoral. Sin embargo, Todorčević escribió su tesis doctoral en 1979 con Kurepa como su asesor. Kurepa subrayó en su intervención, antes de la defensa oral de la tesis doctoral, que no pudo encontrar a lectores externos de la tesis doctoral de Stevo en Yugoslavia, capaz de comprender y evaluar plenamente el trabajo de Stevo y se dirigió a dos profesores universitarios de Inglaterra. Kurepa agregó que el talento de Stevo era un milagro y que Stevo era el más talentoso de los 40 Ph.D. estudiantes que asesoró en el pasado.

## Carrera

### Resumen
Según el Centre de Recherches Mathématiques, el Instituto Fields y el Instituto Pacífico para las Ciencias Matemáticas, a partir del 14 de diciembre de 2014, su obra es reconocida por su sorprendente originalidad y brillantez técnica. Fue orador invitado en la ICM de 1998 en Berlín por su descubrimiento y trabajo sobre funciones rho. Hizo contribuciones importantes al estudio de los espacios S y L en topología, demostró un notable teorema de clasificación para relaciones transitivas en el primer ordinal incontable, hizo un estudio profundo de subconjuntos compactos de las funciones de clase 1 de Baire, continuando así el trabajo de Bourgain, Fremlin, Talagrand y otros en la teoría espacial de Banach. Junto con P. Larson completó la solución del viejo problema de metrología de los espacios compactos de Katetov. Entre los logros recientes más llamativos de Todorcevic (y coautores) están las contribuciones principales a los problemas de von Neumann y de Maharam en las álgebras booleanas, la teoría de los espacios no-separables de Banach, incluyendo la solución de un viejo problema de Davis y Johnson. Solución de un problema de larga data de Laver, y el desarrollo de una teoría de la dualidad que relaciona la teoría finita finita de Ramsey y la dinámica topológica.
Además, Todorčević es conocido por su método de side-condition en forcing, la invención y desarrollo de paseos en ordinales y sus características, y otras investigaciones que puentean entre diferentes áreas de la matemática.

### Eventos relacionados con la investigación y la carrera
La primera contribución reconocida de Todorčević a la teoría de Set fue dada en su Tesis de Maestría de 1978. Todorčević obtuvo su doctorado en 1979 en la Universidad de Belgrado con Đuro Kurepa como asesor y Keith Devlin como lector externo. Devlin asistió a la defensa; Alentó a Todorčević a visitar Jerusalén, donde asistió a las conferencias de Saharon Shelah sobre el forcing de teoría de conjuntos.
En julio-agosto de 1980 Todorčević asistió a la escuela de verano de seis semanas llamada Settop celebrada en Toronto. En la conferencia, Todorčević junto con Abraham había demostrado la existencia de árboles rígidos de Aronszajn y la consistencia de {\displaystyle MA+\neg CH} + existe un primer espacio {\displaystyle S} contable. {\displaystyle CH} es una abreviatura de la hipótesis del continuo. Después de la conferencia Settop, Todorčević visitó Dartmouth College donde pasó unos meses durante el año académico 1980-1981.
En los años ochenta, realizó un estudio del trabajo sobre los árboles desde perspectivas combinatorias y teóricas de conjuntos, y continuó este trabajo explorando posibilidades consistentes para varios tipos de árboles, buscando resultados para árboles en cardenales múltiples o con tipos requeridos o prohibidos De los subárboles. La elegancia de su presentación atrajo a una amplia audiencia para este trabajo.
En cuanto al cálculo de la partición en los años ochenta, "Todorčević demostró ser un sorprendente resultado de partición entre corchetes para la incontable e introducida nueva tecnología cuyas ramificaciones todavía se están desarrollando, y demostró un lema de aumento para las relaciones negativas paréntesis cuadrados de partición. "
Todorčević fue Miller Research Fellow en Berkeley de 1983 a 1985. En el año académico 1985/6, fue miembro del Institute for Advanced Study.
Para su prueba de la relación de partición {\displaystyle \aleph _{1}\vdash \sideset {}{_{\eta _{1}}^{2}}{[\aleph _{1}]}} Todorčević obtuvo apreciaciones explícitas. Paul Erdös escribió: "Este es ciertamente un resultado inesperado y sensacional". y Jean A. Larson agregó, "... fue un choque maravilloso que introdujo una amplia audiencia a los paseos en ordinales y la función de oscilación ". Todorčević obtuvo esta relación de partición en septiembre de 1984, mientras impartió conferencias en el seminario de Berkeley, redactó las notas de sus conferencias y las distribuyó en enero de 1985 y publicó el resultado más tarde, en 1987. El método de los paseos ordinales Todorčević ideó en mayo de 1984 cuando él vino para arriba con una nueva prueba de la existencia de una línea de Countryman.
Para establecer esta relación de partición, Todorčević descubrió un objeto matemático completamente nuevo llamado funciones rho. Sierpinski en 1933 coloreó los bordes de la gráfica completa {\displaystyle G} cuyos vértices son los elementos del número cardinal más pequeño e incontable. Coloreó los bordes de {\displaystyle G} con 2 colores de tal manera que cada color aparece en algún borde de cualquier subgrafo incontable de {\displaystyle G}. Galvin y Shelah en 1980 había aumentado el número de colores de 2 a 3. Mejorar 3 a 4 parecía más allá de cualquier Métodos disponibles. Todorčević usó sus funciones rho recién descubiertas para aumentar los colores no solamente a 4, sino todo el camino hasta el cardenal más pequeño incontable, que es el número máximo imaginable. Este fue uno de los resultados para los que fue invitado a la ICM de Berlín.
El descubrimiento de las funciones rho (y las diversas aplicaciones que han encontrado), un objeto matemático completamente nuevo, uno de los cinco en la teoría de conjuntos en el siglo XX, se celebra como un avance importante en la comprensión de las matemáticas y un largo período de emocionante progreso.
En 1989 Todorčević publicó una monografía, Partition Problems in Topology. Escribió que las técnicas de prueba desarrolladas para resolver el problema del espacio-{\displaystyle S} y el problema del espacio-{\displaystyle L} resultan útiles en muchos otros problemas en la topología general, escribiendo "esto es así porque los teoremas de tipo Ramsey son básicos y tan necesarios en muchos partes de la matemática y ({\displaystyle S}) y ({\displaystyle L}) pasan a ser Ramsey-tipo propiedades de lo incontable más a menudo necesario por el topólogo".
Se convirtió en un miembro correspondiente de la Academia de Ciencias y Artes de Serbia a partir de 1991 y un miembro de pleno derecho de la Academia a partir de 2009.
Fue invitado a impartir las conferencias Tarski en 2014.
Todorčević es el miembro de la Royal Society of Canada. En la evaluación detallada del nombramiento 2016 RSC el miembrismo se escribió:

"El Dr. Todorcevic ha sido un matemático brillantemente creativo y productivo durante casi cuarenta años, y ahora es claramente un líder mundial en la teoría de conjuntos y sus aplicaciones a las matemáticas puras".

## Trabajo de asesoramiento
Uno de sus Ph.D. estudiantes, Ilijas Farah, ganó el premio 1997 de los sacos para su Ph.D. El doctorado Fue recibido en junio de 1997, en la Universidad de Toronto. Otro Ph.D. de Todorčević estudiante, Justin Tatch Moore, ganó el premio "Concurso de jóvenes eruditos" en 2006, en Viena, Austria. La competición era una parte de la "Horizontes de la verdad" que celebraba el centenario de Gödel 2006.

## Premios
Todorčević es el ganador del premio 2012 CRM-Fields-PIMS en ciencias matemáticas, el premio Shoenfield para 2013. y el vigésimo séptimo premio Gödel anual 2016 de la Asociación de Lógica Simbólica.